# Campichoeta latigena
Campichoeta latigena är en tvåvingeart som beskrevs av Mcalpine 1962. Campichoeta latigena ingår i släktet Campichoeta och familjen sumpskogsflugor. Inga underarter finns listade i Catalogue of Life.